# Marcin Drzymont
Marcin Drzymont (ur. 16 września 1981 w Sosnowcu) – polski piłkarz grający na pozycji obrońcy.

## Kariera piłkarska
Marcin Drzymont piłkarską karierę rozpoczynał w Zagłębiu Sosnowiec, w którego barwach w latach 1998-2004 występował w IV, III i II lidze. W połowie grudnia 2004 roku podpisał dwuipółletni kontrakt z Odrą Wodzisław Śl.. 19 marca 2005, będąc jej graczem, zadebiutował w I lidze w zremisowanym 1:1 spotkaniu z Zagłębiem Lubin, w którym zagrał w samej końcówce. W nowym klubie szybko wywalczył miejsce w podstawowym składzie – przez rok wystąpił w 27 ligowych pojedynkach, strzelił także swojego pierwszego gola w najwyższej klasie rozgrywkowej. Uczynił to 21 maja 2005 w meczu przeciwko Polonii Warszawa, zapewniając bramką w ostatnie minucie zwycięstwo 2:1.
W styczniu 2006 roku Drzymont podpisał kontrakt z Koroną Kielce. W rundzie wiosennej sezonu 2005/2006 rozegrał w jej barwach 10 meczów w lidze, w tym osiem w pierwszym składzie. Jesień kolejnych rozgrywek rozpoczął jako rezerwowy, dlatego pod koniec sierpnia został na rok wypożyczony do Lecha Poznań. Będąc graczem poznańskiego zespołu regularnie występował na boiskach pierwszej ligi, najczęściej jako stoper u boku Bartosza Bosackiego. Latem 2007 roku powrócił z wypożyczenia do Korony, choć sam liczył na to, że kluby dojdą do porozumienia i będzie mógł pozostać w Lechu. W sezonie 2007/2008 wystąpił w 27 ligowych spotkaniach Korony. Parę stoperów tworzył najczęściej z Andriusem Skerlą bądź Hernânim.
Latem 2008 roku kielecki klub za udział w korupcji został zdegradowany do nowo utworzonej I ligi, natomiast pozyskaniem Drzymonta zainteresowana była Polonia Warszawa, w której miałby się stać alternatywą dla Tomasza Jodłowca, gdyby ten odszedł do włoskiego SSC Napoli. Ostatecznie jednak zawodnik 1 września trafił do GKS-u Bełchatów, z którym podpisał trzyletni kontrakt. Początkowo był podstawowym zawodnikiem nowej drużyny, lecz w kwietniu 2009 doznał urazu kości śródstopia. Do treningów wrócił po prawie trzech miesiącach, jednakże w sierpniu ponownie złamał kość śródstopia. Zmuszony był przejść zabieg jej rekonstrukcji. Spowodowało to, że jesienią sezonu 2009/2010 nie wystąpił w żadnym pojedynku. Do gry powrócił dopiero wiosną, natomiast w sezonie 2010/2011 był ponownie podstawowym graczem GKS-u. Latem 2011 roku odszedł z bełchatowskiej drużyny. Zimą dołączył do Zawiszy Bydgoszcz z wolnego transferu, a po zakończeniu rundy trafił do Skry Częstochowa. Przed rozpoczęciem sezonu 2014/2015 Marcin Drzymont przeniósł się do trzecioligowej Soły Oświęcim. W 2018 roku został zawodnikiem Warty Zawiercie.